# Antybańka

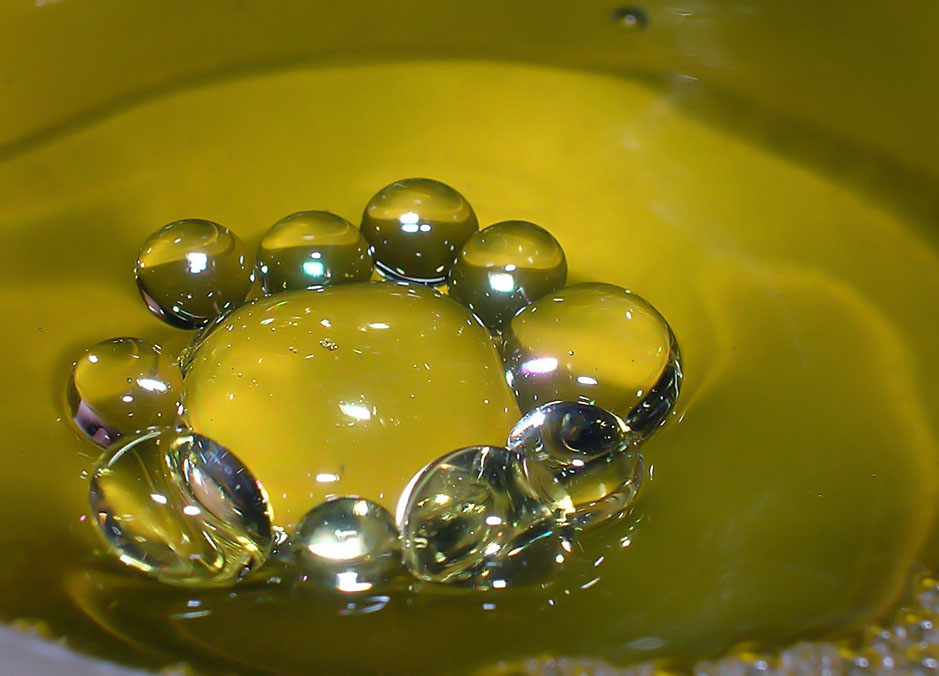

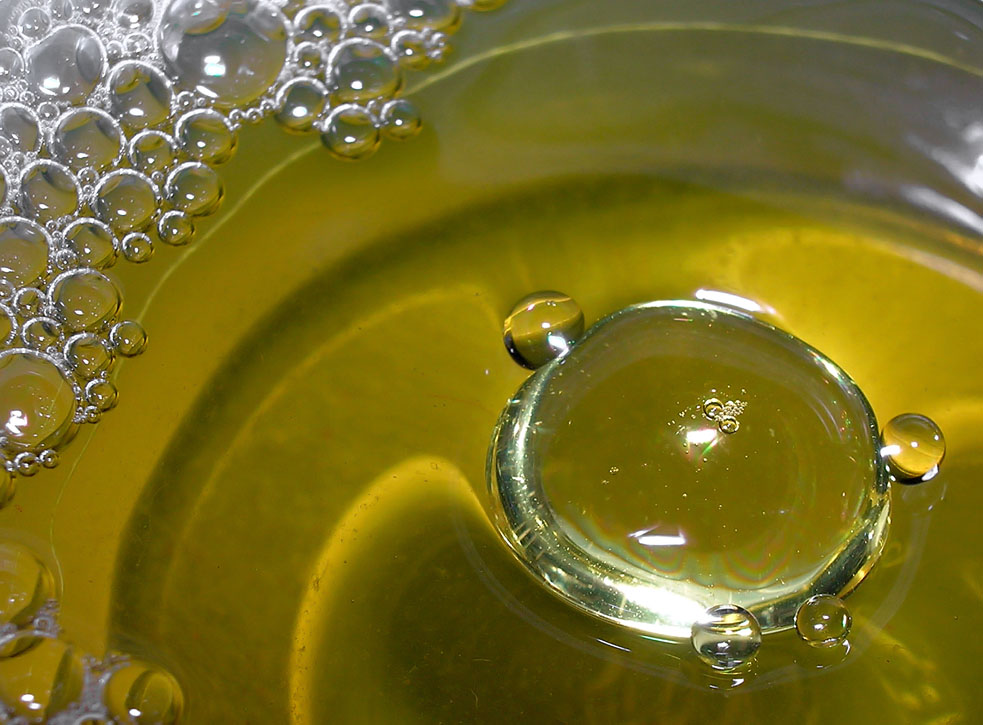

Antybańka (zwana również pływającą kroplą) to sferycznie ukształtowana kropla oddzielona od reszty roztworu cienką warstwą gazu. Własności i otrzymywanie antybaniek opisał po raz pierwszy Stephane Dorbolo wraz ze współpracownikami w 2003.